# Chittoor
 (mai 2024).
Chittoor est une ville de l'État de l'Andhra Pradesh en Inde. Il s'agit du chef-lieu du district de Chittoor.